# 5623 Iwamori
5623 Iwamori este un asteroid din centura principală de asteroizi.

## Descriere
5623 Iwamori este un asteroid din centura principală de asteroizi. A fost descoperit pe 20 octombrie 1990 la Dynic de Atsushi Sugie. El prezintă o orbită caracterizată de o semiaxă mare de 3,01 ua, o excentricitate de 0,10 și o înclinație de 11,0° în raport cu ecliptica.